# Stay (chanson de Tooji)
Pour les articles homonymes, voir Stay.

Stay, (Reste), est la chanson de l'artiste norvégien d'origine iranienne Tooji qui représente la Norvège au Concours Eurovision de la chanson 2012 à Bakou, en Azerbaïdjan.

## Eurovision 2012
La chanson est sélectionnée le 11 février 2012 lors d'une finale nationale.
Elle participe à la seconde demi-finale du Concours Eurovision de la chanson 2012, le 24 mai 2012.